# Lophyrocera daguerrei
Lophyrocera daguerrei är en stekelart som först beskrevs av Gemignani 1947.  Lophyrocera daguerrei ingår i släktet Lophyrocera och familjen Eucharitidae. Inga underarter finns listade i Catalogue of Life.